# Communauté rurale de Santhiaba Manjacque
La communauté rurale de Santhiaba Manjacque est une communauté rurale du Sénégal située en Basse-Casamance, le long de la frontière avec la Guinée-Bissau. Elle fait partie de l'arrondissement de Cabrousse, dans le département d'Oussouye et la région de Ziguinchor.

## Géographie
Les 16 villages de la Communauté rurale sont :
- Djirack
- Effoc Balandiante
- Effoc Eghina
- Effoc Ehinting
- Effoc Kakounoune
- Ering
- Essaoute
- Essoukoudiack
- Kahéme
- Santhiaba Manjacque
- Youtou Bouhème
- Youtou Bringo
- Youtou Djibonker
- Youtou Essoukaye
- Youtou Kagar
- Youtou Kanokindo